# 黄高成
黃高成（1949年7月—），男，江苏盐城人，中國人民解放軍少將，中國共產黨黨員，第十屆全國人大代表。
1998年10月，任北京军区纪委副书记、装备部副部长；2000年8月起，任内蒙古军区司令员，12月起任内蒙古自治区党委常委。